# Libro de los salmos
El Libro de los Salmos (en hebreo תְּהִילִים, Tehilim, y en griego ψάλμοι, Psalmoi, Liber Psalmorum; مَزْمُور, en el Islam también llamado Zabur, زَبُورُ) es un conjunto de himnos y oraciones. También se conoce como Salterio en alusión al instrumento musical empleado para acompañar su canto. El libro forma parte del canon del Tanaj judío y de la Biblia cristiana. El Texto masorético y la Vulgata latina retienen 150 salmos como canónicos. En contraposición, la Biblia griega de los LXX incluye un salmo más.
El Salterio suele ubicarse al comienzo de los Ketuvim en el Tanaj mientras que en la Septuaginta habitualmente encabeza los libros poéticos, tras el conjunto de libros históricos. Finalmente, en las versiones latinas se encuentra tras el libro de Job
El libro es una antología de himnos religiosos en  hebreos. En las tradiciones judía y cristiana occidental, hay 150 salmos, y varios más en las iglesias cristianas orientales. El libro se divide en cinco secciones, cada una de las cuales termina con una doxología, un himno de alabanza. Hay varios tipos de salmos, incluyendo himnos o cantos de alabanza, lamentos comunitarios e individuales, salmos reales, imprecaciones y acciones de gracias individuales. El libro también incluye salmos de acción de gracias comunitaria, sabiduría, peregrinación y otras categorías.
Muchos de los salmos contienen atribuciones al nombre de el rey David y otras figuras bíblicas, entre ellas Asaf, los hijos de Coré, Moisés y Salomón. La autoría davídica de los Salmos no es aceptada como un hecho histórico por los estudiosos modernos, que la consideran una forma de vincular los escritos bíblicos con figuras conocidas; aunque la datación de los Salmos es «notoriamente difícil», algunos se consideran preexílicos y otros postexílicos. Los Rollos del Mar Muerto sugieren que el orden y el contenido de los salmos posteriores (Salmos 90-150) no se fijó hasta mediados del siglo I d. C.  Los estudiosos de la Septuaginta, entre ellos Eugene Ulrich, han argumentado que el salterio hebreo no se cerró hasta el siglo I d. C.
El título en inglés del libro deriva de la palabra griega psalmoi (ψαλμοί), que significa música instrumental, y por extensión se refiere a «las palabras que acompañan a la música». Su nombre en hebreo, Tehillim (תהילים), significa alabanzas, ya que contiene muchas alabanzas y súplicas a Dios.

## Datos generales y títulos

### Origen de la literatura hebrea
Las poesías de estilo salmódico son muy abundantes en las tradiciones literarias sumeria, asiria y babilónica desde la más remota antigüedad. Estas culturas empleaban sobre todo salmos en forma de himnos de alabanza o Lamentaciones elegíacas.
Muchos himnos religiosos egipcios (especialmente el "Himno a Atón"), inspiraron en forma directa diferentes salmos, cuyo ejemplo más evidente es el Salmo 104 (ver referencias).
La cultura cananea influyó sobre los salmos y probablemente también sobre el resto de la literatura hebrea. El rey David, quien según la Biblia era poeta (no se cuenta con ninguna otra biografía suya), perfeccionó la organización litúrgica y aplicó un poderoso impulso a la poesía salmódica hasta alcanzar la gran variedad y calidad de los poemas reunidos en este libro; se le atribuyen de setenta y tres a setenta y cinco, aproximadamente la mitad; el resto, según títulos que parecen haber sido añadidos posteriormente por el Talmud, fue compuesto por autores como Asaf (doce), los tres hijos de Coré (once), cantores del Templo; Hemán, Moisés (uno), Salomón (dos), Etán el Ezraíta (uno), Melquisedec, Abraham, Jedutún (dos) y otros anónimos (treinta y cuatro), conocidos como los Salmos huérfanos.
Durante el período de la dominación persa, los salmos estuvieron en pleno apogeo y se fueron diversificando en multitud de estilos y géneros diferentes: himnos, imágenes mesiánicas, lamentaciones penitenciales individuales o grupales, escatología, oraciones o súplicas a Dios donde se confiaba en recibir una respuesta, textos didácticos que recuerdan importantes episodios históricos, cánticos de acción de gracias de personas individuales o de la nación entera, etcétera.
El título en inglés del libro deriva de la palabra griega psalmoi (ψαλμοί), que significa música instrumental, y por extensión se refiere a «las palabras que acompañan a la música». Su nombre en hebreo, Tehillim (תהילים), significa alabanzas, ya que contiene muchas alabanzas y súplicas a Dios.
En la Biblia hebrea, el libro de los Salmos encabeza la sección de los «Escritos», probablemente por su relevancia y por haber sido el punto de partida para conformar esa parte del canon. En cambio, en la mayoría de los códices griegos y latinos, propios de la tradición cristiana, aparece después del libro de Job, posiblemente siguiendo un criterio cronológico, al considerarse a Job un patriarca anterior y a los salmos como composiciones del rey David.

### Características poéticas
La poesía bíblica de los Salmos utiliza el paralelismo como principal recurso poético. El paralelismo es un tipo de simetría en la que la reformulación, la sinonimia, la amplificación, la repetición gramatical o la oposición desarrollan una idea. El paralelismo sinónimo implica dos líneas que expresan esencialmente la misma idea. Un ejemplo de paralelismo sinónimo:
- «El SEÑOR es mi luz y mi salvación; ¿a quién temeré? El SEÑOR es la fortaleza de mi vida; ¿de quién tendré miedo?» (Salmo 27:1).

Dos versos que expresan opuestos se conocen como paralelismo antitético. Un ejemplo de paralelismo antitético:
- «Y los guió de día con una nube, y toda la noche con una luz ardiente» (Salmo 78:14).

Dos cláusulas que expresan la idea de ampliar la primera afirmación se conocen como paralelismo expansivo. Un ejemplo de paralelismo expansivo:
- «Mi boca está llena de tu alabanza, todo el día de tu louvor» (Salmo 71:8).

### La poesía hebrea
Una de las principales dificultades al tratar de interpretar los Salmos se debe a las cualidades de la poesía hebrea, expresión del ánimo peculiar del pueblo israelita, más intuitivo y sensible que el griego.
La poesía hebrea se caracteriza por una métrica especial fundada en el paralelismo semántico: repetir la misma idea dos veces, o incluso más, pero con distintas palabras:
El malvado cree que Dios se olvida,
que se tapa la cara y nunca ve nada (Salm. X, 11)
Son rasgos principales su concisión y carácter elíptico. Las ideas se fijan con pocas palabras, y se dejan implícitas muchas relaciones. Se renuncia a completar los nexos entre las ideas para que las palabras sueltas encuentren en el oyente lo que el poeta no consignó en el texto. Si a eso se añade que, por lo general, la poesía hebrea es breve, el trabajo exegético se dificulta mucho, pues no existe entonces la posibilidad de confrontar el texto en estudio con otros y elaborar por este medio una explicación conjunta que ilumine el detalle.

Si los poemas fueran más extensos... las distintas partes se iluminarían... y ayudarían a comprender el conjunto del poema. (Gunkel 1933:18)

La brevedad y la elipsis de los poemas hebreos se resolvían en su época gracias a un contexto histórico y social que compartían el poeta y sus contemporáneos. Así que el desconocimiento actual de gran parte de ese contexto esconde el sentido real del poema y deja paso abierto a toda clase de especulaciones.
El error en esta apreciación, está en el hecho de considerar que el contexto de este conjunto de libros (salmos=poesías) se puede hallar en lo histórico-social de las vivencias del pueblo hebreo. 
Pero su contexto y razón solo se pueden entender y exponer bajo la lente de las vivencias y conocimientos cognitivos que este pueblo guardaba con el Dios de los hebreos, el tetragrámmaton YHWH (transcrito habitualmente como Jehová o Yaveh).
Siempre, en este conocimiento y comprensión de la invariabilidad, potencialidad y omnipresencia de YHWH, lo elíptico y conciso de esta lírica sacra, que se encuentra no solo en estos libros, sino también en los Proverbios, los Cantares, las Lamentaciones y aun en todos los demás libros canónicos, hallan contexto vigente y actual.
Es decir: cuando tu experiencia es contrastada, sopesada, vivida y regida según los designios y la presencia ineludible de un Dios invariable, Santo y siempre presente, todo escrito bíblico cobra 'vida' en la vida.

### Colocación y nombre
En la Biblia hebrea, el Libro de los Salmos se encuentra al inicio de la tercera sección, llamada Ketuvim (Escritos). En la versión griega de los LXX o Septuaginta, encabeza también la sección de libros llamados didácticos. En cambio, las versiones latinas lo han colocado siempre tras el Libro de Job.
La Biblia hebrea los categoriza como tehillim o sefer tehillim, forma plural del nombre tehillah, que significa himno o alabanza. También usa, al inicio de 57 salmos, la palabra mizmor, que se emplea para hablar de un poema que se canta y es acompañado por instrumentos de cuerda (kinnor).
La versión de los LXX los llama "cantos" o ψάλμοι o βίβλος ψάλμων, aunque el Códice Alejandrino use la expresión psalterion, que es el nombre del instrumento de cuerdas con que los oficiantes judíos acompañaban los cánticos de alabanza a Yahveh o Jehová. Por extensión, más tarde el término se aplicó a la colección de himnos y finalmente al libro que la contuvo.

### Subdivisiones
El Libro de los Salmos se compone, en realidad, de 5 colecciones de cánticos, cada uno de ellos termina con una doxología (es decir, una bendición) y que probablemente, estas divisiones fueron introducidas por los editores finales para imitar la división quíntuple de la Torá: que el antiguo pueblo de Israel empleaba en su adoración. Gran parte de estos están encabezados por anotaciones referidas al autor, su forma o el contexto en el que se escribieron (los llamados "títulos"). Muchos de ellos emplean un orden alfabético. Las subdivisiones serían las siguientes, separadas cada parte por una doxología:
- Salmo 1 al salmo 41
- Salmo 42 al salmo 72
- Salmo 73 al salmo 89
- Salmo 90 al salmo 106
- Salmo 107 al salmo 150

Sin embargo, hay salmos duplicados (por ejemplo, el salmo 14, que se encuentra en el salmo 53). Otro aspecto que hace pensar en la diversidad de autores y momentos o en la existencia de otras colecciones anteriores es la falta de homogeneidad en el uso de palabras como Yahveh o Elohim, ya que se considera habitualmente que los salmos que usan Elohim para referirse a Dios son más antiguos que los yahvistas.[cita requerida]

### Superinscripciones
Muchos salmos (116 de los 150) tienen súperinscripciones (títulos) individuales, que van desde comentarios extensos hasta una sola palabra. Más de un tercio parecen ser indicaciones musicales, dirigidas al «director» o al «maestro del coro», e incluyen expresiones como «con instrumentos de cuerda» y «según los lirios». Otras parecen ser referencias a tipos de composición musical, como «Salmo» y «Cántico», o a la ocasión en que se compuso el salmo («Sobre la dedicación del templo», «Para la ofrenda conmemorativa», etc.). Muchos llevan nombres de personas, siendo el más común (73 salmos) «de David», y trece de ellos se refieren explícitamente a incidentes de la vida del rey. Otros nombres incluyen Asaf (12), los hijos de Coré (11), Salomón (2), Moisés (1), Etán el ezraíta (1) y Heman el ezraíta (1). La Septuaginta, la Peshitta (la Vulgata siria) y la Vulgata latina asocian varios salmos (como el 111 y el 145) con Hageo y Zacarías. La Septuaginta también atribuye varios salmos (como el 112 y el 135) a Ezequiel y Jeremías.

### Numeración
| Numeración hebrea (Masoretico) | 1 Numeración griega (Septuaginta) |
| 1–8                            | 1–8                               |
| 9–10                           | 9                                 |
| 11–113                         | 10–112                            |
| 114–115                        | 113                               |
| 116                            | 114–115                           |
| 117–146                        | 116–145                           |
| 147                            | 146–147                           |
| 148–150                        | 148–150                           |

Los salmos suelen identificarse con un número secuencial, a menudo precedido por la abreviatura «Sal». La numeración de los salmos difiere – en su mayoría en uno – entre los manuscritos en hebreo (Masorético) y griego (Septuaginta). Las traducciones protestantes utilizan la numeración hebrea, pero otras tradiciones cristianas varían:
- Los textos litúrgicos oficiales católicos, como el Misal Romano, utilizan la numeración griega[30]
- Las traducciones católicas modernas suelen utilizar la numeración hebrea (indicando el número griego)
- Las traducciones ortodoxas orientales y católicas orientales utilizan la numeración griega (indicando el número hebreo)

La diferencia entre el texto masorético y la Septuaginta en esta numeración se debe probablemente a un abandono gradual de la forma poética original de los Salmos, provocado por el uso litúrgico y el descuido de los copistas. Se admite generalmente que los Salmos 9 y 10 (numeración hebrea) eran originalmente un único poema acróstico, separado erróneamente por la Masorah y unido correctamente por la Septuaginta y la Vulgata. Los salmos 42 y 43 (según la numeración hebrea) se muestran, por la identidad del tema (el anhelo de la casa de Yahvé), de la estructura métrica y del estribillo (compárense los salmos 42:6, 12; 43:5, según la numeración hebrea), como tres estrofas de un mismo poema. El texto hebreo es correcto al contar como un solo salmo el salmo 146 y el salmo 147. El uso litúrgico posterior parece haber dividido estos y otros salmos. Zenner combina en lo que considera las odas corales originales: Salmos 1, 2, 3, 4; 6 + 13; 9 + 10; 19, 20, 21; 56 + 57; 69 + 70; 114 + 115; 148, 149, 150. Una oda coral parece haber sido la forma original de los salmos 14 y 70. Las dos estrofas y el epodo corresponden al Salmo 14; las dos antistrofas corresponden al Salmo 70. Es digno de mención que, al dividirse la oda original, cada parte se introdujo dos veces en el Salterio: Salmo 14 = 53, Salmo 70 = 40:14-18. Otras partes duplicadas de los salmos son el Salmo 108:2-6 = Salmo 57:8-12; Salmo 108:7-14 = Salmo 60:7-14; Salmo 71:1-3 = Salmo 31:2-4. La pérdida de la forma original de algunos de los salmos es considerada por la Pontificia Comisión Bíblica de la Iglesia Católica (1 de mayo de 1910) como debida a prácticas litúrgicas, negligencia de los copistas u otras causas.
Los números de los versículos se imprimieron por primera vez en 1509. Existen diferentes tradiciones sobre si se debe incluir o no el encabezado original en el recuento. Esto da lugar a una numeración inconsistente en 62 salmos, con un desfase de 1, a veces incluso 2 versículos.

## Agenda editorial

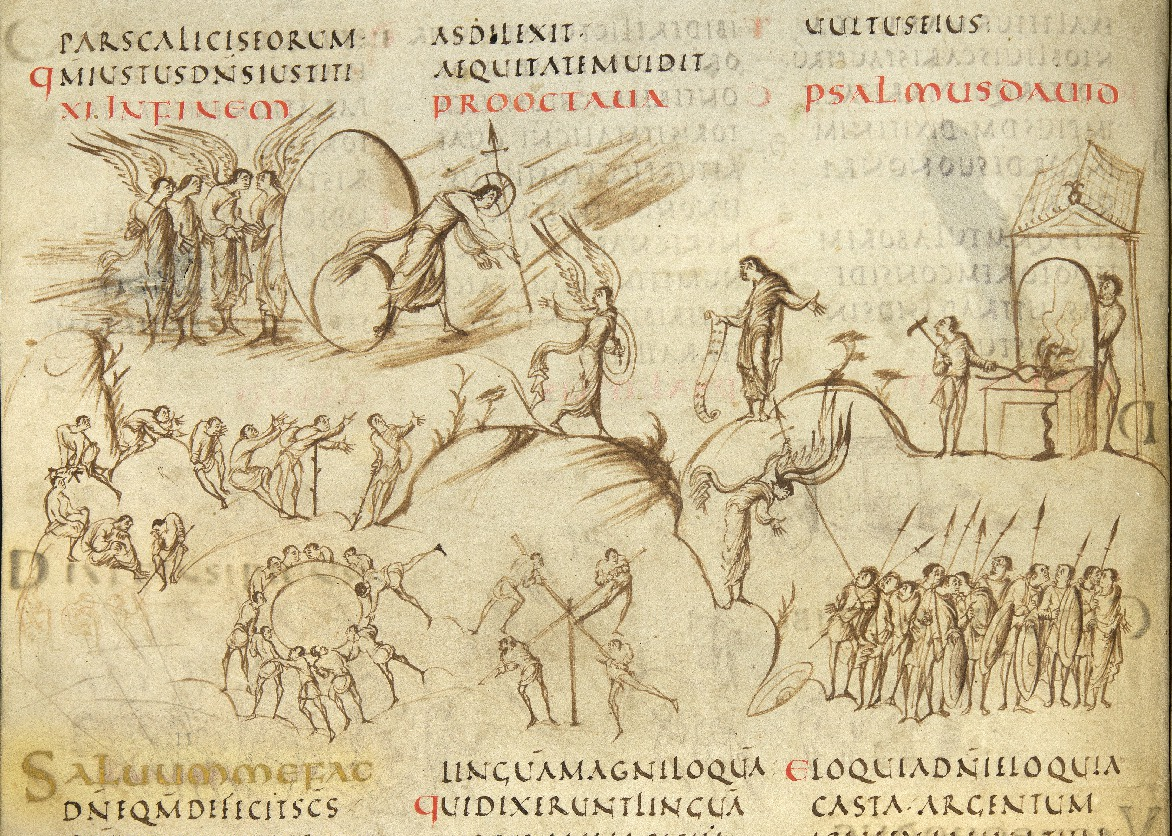
Salmo 11 en el Salterio de Utrecht del siglo IX, donde la ilustración del texto suele ser literal.

Muchos estudiosos creen que los salmos individuales fueron redactados en una sola colección durante el periodo del Segundo Templo. Desde hacía tiempo se reconocía que la colección llevaba la huella de un mensaje subyacente o metanarrativa, pero que este mensaje permanecía oculto, como dijo Agustín de Hipona: «La secuencia de los Salmos me parece que contiene el secreto de un misterio poderoso, pero su significado no me ha sido revelado» (“'Enarr.”' sobre Salmos 150:1). Otros señalaron la presencia de concatenaciones, es decir, salmos adyacentes que comparten palabras y temas similares. Con el tiempo, este enfoque se desarrolló hasta reconocer temas generales compartidos por grupos enteros de salmos.
En 1985, Gerald H. Wilson en su obra The Editing of the Hebrew Psalter (La edición del salterio hebreo) propuso, estableciendo un paralelismo con otras colecciones de himnos del antiguo Oriente Próximo, que los salmos que se encuentran al principio y al final (o «uniones») de los cinco libros de los Salmos tienen un significado temático, que se corresponde en particular con la ubicación de los salmos reales. Señaló que había una progresión de ideas desde la adversidad hasta el punto crucial de la colección, en el aparente fracaso de la alianza en el Salmo 89, que conducía a un concierto de alabanzas al final. Concluyó que la colección fue redactada para ser una retrospectiva del fracaso del pacto davídico, exhortando a Israel a confiar solo en Dios en un futuro no mesiánico. Walter Brueggemann sugirió que el propósito editorial subyacente estaba orientado más bien hacia la sabiduría o las preocupaciones sapienciales, abordando las cuestiones de cómo vivir la vida de fe. El Salmo 1 llama al lector a una vida de obediencia; el Salmo 73 (el salmo crucial de Brueggemann) se enfrenta a la crisis cuando se pone en duda la fidelidad divina; el Salmo 150 representa el triunfo de la fe cuando se alaba a Dios no por sus recompensas, sino por su ser.  En 1997, David C. Mitchell, en su obra The Message of the Psalter, adoptó una línea bastante diferente. Basándose en el trabajo de Wilson y otros, Mitchell propuso que el Salterio encarna un calendario escatológico como el del Zacarías 9–14. Este programa incluye la reunión del Israel exiliado por un rey-novio; el establecimiento de un reino; su muerte violenta; la dispersión de Israel por el desierto, su reunión y nuevo peligro, y luego su rescate por un rey de los cielos, que establece su reino desde Sión, trae paz y prosperidad a la tierra y recibe el homenaje de las naciones.
Estas tres opiniones —la retrospectiva no mesiánica de Wilson sobre el pacto davídico, la instrucción sapiencial de Brueggemann y el programa escatológico-mesiánico de Mitchell— tienen sus seguidores. Sin embargo, la agenda sapiencial ha quedado algo eclipsada por las otras dos. Poco antes de su muerte en 2005, Wilson modificó su postura para permitir la existencia de la profecía mesiánica dentro de la agenda redaccional de los Salmos. La postura de Mitchell permanece esencialmente inalterada, pero ahora considera que la cuestión es identificar cuándo el inicio histórico de los Salmos se vuelve escatológico. 
En su obra The Dead Sea Scrolls Today (Los rollos del Mar Muerto hoy), James Vander Kam examinó el gran rollo de los Salmos de Qumrán, 11QPs(a), y demostró que, aunque a principios del siglo I se fijaron en gran medida los tres primeros libros (Salmos 1-89), CE, los salmos 90-150 muestran variaciones en el orden y el contenido, lo que sugiere que la colección aún se estaba finalizando a mediados del siglo I d. C. e incluía material que no se encuentra en el posterior Texto Masorético. Peter Flint sostiene que los hallazgos muestran que había tres versiones diferentes del Salterio circulando durante el período del Segundo Templo, estando la versión masorética atestiguada entre los rollos encontrados en Masada.

## Salmos adicionales
La Septuaginta, presente en las iglesias ortodoxas orientales, incluye un Salmo 151; se encontró una versión en hebreo en el «Rollos de los Salmos» de los Rollos del Mar Muerto. Algunas versiones de la Peshitta (la Biblia utilizada en las iglesias sirias, principalmente en Oriente Medio) incluyen los Salmos 152-155. También están los Salmos de Salomón, que son otros 18 salmos de origen judío, probablemente escritos originalmente en hebreo, pero que solo han sobrevivido en griego y en siríaco. Estas y otras indicaciones sugieren que la actual colección cristiana y judía occidental de 150 salmos fue seleccionada de un conjunto más amplio.

### Títulos
La mayoría de los Salmos contienen un encabezado a modo de título. La versión de los LXX incluye más que el texto masorético. La versión hebrea da como autor de 73 salmos a David y la LXX, 84.
Se usan algunas expresiones para dar a entender el tipo de salmo:
- mizmor (salmo) en 57 ocasiones.
- shir (cantos) en 30 ocasiones.
- maskil (palabra de significado dudoso, quizá poema contemplativo o sapiencial) en 13 ocasiones (salmo 32, salmo 42, salmo 44, salmo 45, salmo 52 - salmo 55, salmo 74, salmo 78, salmo 88, salmo 89 y salmo  142).
- miktam (traducido como “poema para inscripción”[48]) en 6 ocasiones como por ejemplo en los salmos 16, 56-60).
- tefillah (oraciones) en 3 ocasiones.
- tehillah (himnos o cantos de alabanza) en 1 ocasión.
- siggayon (lamentación) en 1 ocasión.

Se llama lamed auctoris a una indicación que ofrece información sobre el creador del salmo o su dedicatoria. Recientemente se ha puesto en duda su pertenencia original al salmo, debido a la cantidad de variantes que presenta.
En los títulos se ofrecen también datos sobre los instrumentos musicales empleados o de acompañamiento o incluso del uso de melodías conocidas: de cuerda, voces de soprano, tonadas del “no destruyas”. Hay indicaciones e incluso palabras que no han logrado ser dilucidadas con certeza, como la expresión selah ("interludio", en la LXX, y “siempre”, en la Vulgata de Jerónimo de Estridón). En los salmos salmo 8, salmo 81 y salmo 84, aparece el vocablo hebreo gui·tit, empleado, en el antiguo Israel, en la composición. Se cree que la expresión se·mi·nit indica una disminución de una octava. Finalmente, en el salmo 5 se halla la neji‧lóhth, de significado incierto y que probablemente derive de ja‧líl o "flauta", en hebreo.
Hay también en los títulos algunas indicaciones sobre el momento en que se debían usar: bien en peregrinaciones, bien para la celebración de la dedicación del templo o para el sábado, entre otros.
Finalmente, algunos salmos incluyen en los títulos una explicación del momento en el que supuestamente se habría compuesto el salmo: la huida de David ante Saúl, el arrepentimiento tras la muerte de Urías, la guerra con Absalón, etcétera.
Un buen número de Padres de la Iglesia se manifiesta a favor de considerar también como inspirados estos textos de los títulos de los salmos debido a que, según opinan, serían obra del mismo autor. Pero también muchos discuten no solo su origen sino también su veracidad. En la actualidad, la mayor parte de los exégetas niegan su carácter canónico.

## El texto
El texto original de los Salmos estaba en hebreo. Los manuscritos más antiguos con los que se cuenta y que están en esta lengua son de fines del siglo X, aunque los fragmentos encontrados en Qumram sean de mediados del siglo I. Dado que se trataba de un texto muy usado con fines litúrgicos, sufrió diversas transformaciones y cambios que hacen muy difícil descubrir el texto hebreo que fue la fuente de las traducciones más antiguas con que se cuenta. Esto se puede comprobar si se comparan textos duplicados como el del Salmo 18 con II Samuel 22 o el Salmo 14 con el salmo 53. A esto se añade el hecho de que el período de composición de todos ellos va de seis a ocho siglos.
Aun cuando fueron encontrados en Qumram diversos textos e incluso, en algunos casos, variantes de un mismo salmo, el más importante es el rótulo de cuero 11QPs, con 41 salmos: 7 apócrifos (con el himno que se menciona en Sab 51, 13-20, y el Salmo 151, que aparece también en la Septuaginta) y los últimos 33 salmos del salterio canónico.

### Orígenes

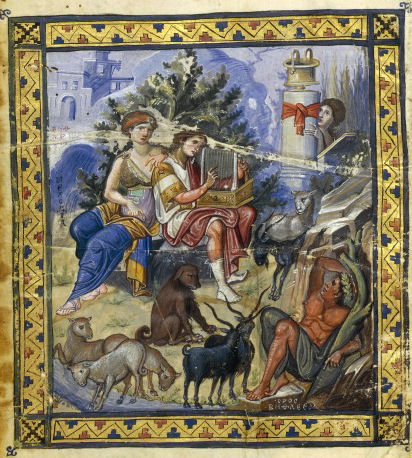
David componiendo los Salmos, Salterio de París, siglo X

La composición de los salmos abarca al menos cinco siglos, desde la composición del Salmo 29 en el siglo X a. C. hasta otros claramente pertenecientes al período postexílico (es decir, no anterior al siglo V a. C.). La mayoría se originó en el sur del reino de Judá y se asociaba con el Templo de Jerusalén, donde probablemente funcionaban como libretos durante el culto del Templo. No está claro cómo lo hacían exactamente, pero hay indicios en algunos de ellos: «Atad la procesión festiva con ramas, hasta los cuernos del altar» sugiere una conexión con los sacrificios, y «Que mi oración sea ante ti como el incienso» sugiere una conexión con la ofrenda de incienso.
Según la tradición judía, el Libro de los Salmos fue compuesto por el primer hombre (Adán), Melquisedec, Abraham, Moisés, David, Salomón, Hemán, Jedutún, Asaf, y los tres hijos de Coré. Según Abraham ibn Ezra, la redacción final del libro fue realizada por los Hombres de la Gran Asamblea.

### Influencias
Algunos de los salmos muestran influencias de textos anteriores relacionados de la región; algunos ejemplos son varios textos ugaríticos y el Enūma Eliš babilónico. Estas influencias pueden ser tanto de similitud como de contraste. Por ejemplo, el Salmo 29 comparte características con la poesía y los temas religiosos cananeos. Robert Alter señala que la alusión a los «hijos de Dios» al principio «se entiende mejor como el resquebrajado más allá literario de una mitología politeísta», pero que «la creencia en ellos...es poco probable que fuera compartida por los círculos de escribas que produjeron los Salmos». El contraste entre la teología del salmista y la religión politeísta de los alrededores se ve bien en el Salmo 104:26, en el que el mítico dios feroz del mar de los lugareños —como el babilónico Tiamat, el Yam cananeo y el Leviatán, que también aparece en la Biblia en hebreo— es «reducido a una mascota acuática con la que YHWH puede jugar».

### Traducciones
Se habla de una especie de grupos de salmos dentro del salterio o incluso de “salterios dentro del salterio” y es que todas las técnicas de crítica textual se han usado en los textos de los Salmos. A continuación se enumeran diversas traducciones:
- Septuaginta. Según la mayoría de los críticos, la traducción es de mala calidad, pero es la más antigua (fines del siglo IIa.C.). De hecho, Beaucamp afirma:

Las divergencias señaladas entre el texto griego de los LXX y el del texto masorético parecen debidas al traductor y al original hebraico usado. Por entonces el salterio hebraico era idéntico al que poseemos hoy, pero todavía había inseguridades en los detalles
DBS 201

A pesar de sus incorrecciones tanto en la traducción como en el mismo griego, se usa para tratar de dilucidar el texto hebreo que le sirvió de base. Fue recensionada por Luciano de Antioquía y Hesiquio de Antioquía.
- Otras versiones en griego: Según Jerónimo, hubo también otras versiones griegas que usó para su texto latino. Una, llamada “de Áquila” (realizada a inicios del siglo II), y la de Símaco (hacia el año 200).

- Peshitta o versión siríaca común: Existe ya una versión crítica preparada por W. E. Barnes.[62]

- El Tárgum es la versión en arameo que también resulta útil para descubrir la versión original o fuente hebrea. Se caracteriza por la cantidad de comentarios que se añaden al texto.

- Versiones latinas: Tres son obra de Jerónimo:

- una a partir de la Vetus latina (que a su vez es traducción de la Septuaginta);
- la segunda se hizo en Palestina; en realidad, es una revisión de la anterior conocida como Salterio Gallicano (fue adoptada en las Galias) y, tras la aprobación papal en 1568, entró también en el salterio;
- la tercera fue compuesta entre el 390 y el 405 a partir de un texto en hebreo (de ahí su nombre de Psalterium iuxta hebraeos).

La nueva Vulgata de 1979 ofrece otra traducción que, además, unifica la numeración con la hebraica.

## Géneros literarios de los salmos

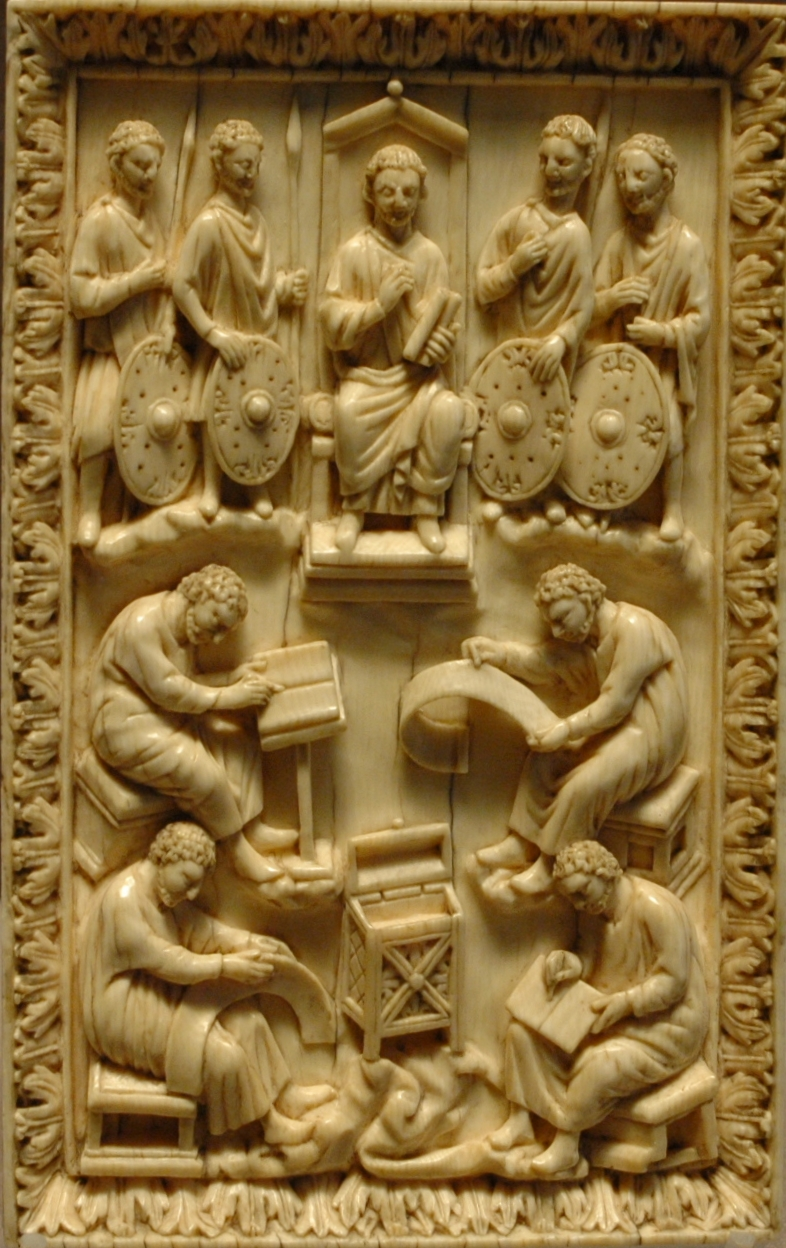
El rey David dictando los salmos a los escribas (Museo del Louvre, c. 950-c. 1050, marfil de elefante.)

Existe discusión entre los exégetas sobre el modo de clasificar los géneros literarios o variantes de los salmos.
Es tan grande la variedad de géneros o posibles clasificaciones que fácilmente quien busca rigor y detalle se verá defraudado. La distinción más general es la que parte del que hace la oración para distinguir si es uno solo o una comunidad o grupo. Los salmos que expresan la oración de la comunidad suelen ser litúrgicos. Sin embargo, hay casos en que una oración de una persona corresponde a la plegaria de un rey o de un sacerdote, lo que implica una oración litúrgica y además colectiva.[cita requerida]
Una primera propuesta que ha resultado infructuosa es dividir los salmos por las tradiciones de las que serían eco. Algunos salmos llaman a Dios Jehová o Yahveh, mientras que otros lo denominan Elohim. Esta facilidad para identificar los salmos y agruparlos en dos colecciones según el uso que den a los distintos nombres de Dios ha generado los términos "colecciones o tradiciones yahvista o elohísta".[cita requerida]
Es evidente que la única clasificación de utilidad será aquella que los separe según su género literario; sin embargo, esta tarea también ha sido dificultosa, dado que la literatura judía no es individual, sino comunitaria. Las fuentes de sus escritos son numerosas, pero todas terminan remitiendo al culto y la liturgia. Como todos los salmos vienen de la celebración litúrgica, también comparten un esquema estructural común.[cita requerida]
Teniendo esto en cuenta, se han individualizado tres condiciones que varios salmos deben cumplir para poder incluirlos en una categoría común:
- Deben proceder originalmente de un mismo ámbito.
- Tener un trasfondo intelectual y filosófico común.
- Poseer formas literarias semejantes.

De ahí la clasificación que se ofrece a continuación y que sigue a grandes rasgos la ofrecida por Drijvers.[cita requerida]

### Los himnos
Hay varios himnos en la Biblia, tanto en el Antiguo Testamento (cf. Éx 15, 21, Jc 5) como en el Nuevo Testamento (cf. Lc 1, 46-55, Lc 1, 68-79). Los himnos - salmos tienen como característica principal es el ser cantos de alabanza, de glorificación desinteresada, es decir, no contienen peticiones o ruegos. Además tiene un esquema más o menos fijo. Comienza por una invitación a la alabanza y en el desarrollo se ofrecen los motivos por los que Dios ha de ser glorificado incluyendo a veces largos relatos de sus hazañas. Las conclusiones suelen ser variadas: repiten la introducción, hacen una promesa o voto, una oración. Algunos tratan, como motivo de alabanza, la creación; otros la historia del pueblo de Israel y la acción divina en ella. Se detienen ya sea en las maravillas del mundo o en los hechos que muestran el amor divino hacia el ser humano.[cita requerida]
La redacción es casi siempre impersonal, lo que facilita su uso litúrgico o al menos el que puedan ser empleados como medio para la oración en común. Incluso las indicaciones de gestos o movimientos (arrodillarse, alzar los brazos, etc.) tienen un sentido litúrgico y permiten también dar con el contexto original en que se usaban.

### Las súplicas
En este caso prima el ruego personal (cf. salmo 3; salmo 5; salmo 13; salmo  22; salmo 25, etc.) sobre el colectivo (salmo 4; salmo 79; salmo 80; salmo 83, etc.); aunque las formas gramaticales de una persona bien pueden referirse a la oración del sacerdote, que en realidad hace oración por intenciones colectivas. En general todos son una respuesta religiosa a las desgracias y la persecución de los enemigos, respuesta que incluye la petición de ayuda divina.
Suelen comenzar por una invocación breve o por un recuerdo apenas esbozado de las bondades divinas. Luego viene la descripción de las desgracias que aquejan al suplicante, quien a veces deja oír sus quejas, lamentaciones y gritos. Normalmente desembocan en un reconocimiento de que por las propias fuerzas el orante no puede salir de tal situación y que le resulta imprescindible la acción de Dios. Esto sirve de marco e introducción a la súplica propiamente dicha que puede ser genérica (“Actúa, Señor”) o concreta. En la conclusión se suele hacer un acto de confianza en que Dios dará cuanto se le ha pedido.
Los salmos más conocidos y usados en la oración son de este género. Así el Salmo 22 Dios mío, Dios mío, ¿por qué me has abandonado?, el Salmo 51 o Miserere y el Salmo 130 conocido como De profundis.

### Salmos de acción de gracias
Aquí también encontramos tanto salmos de gratitud cuyo sujeto es una persona (cf. salmo 18; salmo 32; salmo 34; salmo 40) como también varias o un colectivo (cf. salmo 66; salmo 67; salmo 107; salmo 124; salmo 129).
La introducción es muy semejante a la de los himnos, a la que sigue una narración de los motivos para dar gracias (una situación penosa que se ha resuelto, un ataque o persecución superada, etc.) añadiendo una oración de súplica. Luego sigue el relato de la acción divina salvadora. Concluyen con la acción de gracias propiamente dicha y actos de confianza en el poder de Dios.

### Salmos reales
Tienen dos modalidades: algunos salmos que hablan sobre el rey de Israel y otros que muestran la realeza divina. La tradición de ambos grupos de salmos es davídica en el sentido de que se apoya tanto en la elección divina del Rey David como en la promesa que Yahveh le hizo sobre la perpetuidad de su dinastía. Inicialmente usados para la consagración de reyes o para ceremonias reales, con la caída de la monarquía son reutilizados en sentido mesiánico. Los más representativos son el Salmo 2, el salmo 45, el salmo 89 y el salmo 110 (para los directamente relacionados con la dinastía davídica) y los Salmos salmo 47; salmo 93 al salmo 99 sobre la realeza de Yahveh. Dada su diversidad de funciones, resulta más difícil establecer un esquema general.

### Salmos mesiánicos
El tema de los salmos mesiánicos es discutido entre las escuelas a tal punto que hizo necesaria la intervención de la Comisión bíblica en la Iglesia católica. Es evidente la tensión mesiánica que vivía Israel y también que los evangelistas se apropiaron de algunos salmos para darles sentido de profecías que Jesús estaría cumpliendo. Sin embargo, se discute sobre qué salmos contendrían este tipo de profecía y cuáles serían extrapolaciones.

### Cánticos de Sion
Muy relacionados con los dos géneros anteriores, se trata de salmos que cantan las glorias de Sion, himnos de forma clásica pero a partir de un tema único. Recuerdan los diversos momentos de la presencia de Yahveh con su pueblo desde el diálogo con Moisés pasando por el Arca de la Alianza y hasta llegar al Templo de Jerusalén.

### Salmos didácticos y salmos de sabiduría
Se trata de composiciones destinadas a la enseñanza. Se caracterizan por varios elementos formales que ayudan a hacerlos más didácticos y fácilmente memorizables: siguen un orden alfabético en la primera letra de algunos versos (cf. salmo 9 - salmo 10; salmo 25; salmo 34; salmo 37; salmo 111; salmo 112; salmo 119; salmo 145), tratan de la Ley o de la ética israelita.

### Otras categorías
Autores como Lipinski o Peinador abogan por una clasificación que incluya también otros géneros como salmos de imprecación, de profecía, de maldición, etc. También se habla de salmos mixtos, es decir, que tienen formas o contenidos propios de los diversos géneros mencionados anteriormente.
El Salmo 137 que narra las desventuras de los judíos en la cautividad no queda dentro de ninguno de los géneros mencionados.

## Opiniones sobre la división en cinco libros
En «The Flow of the Psalms» (El flujo de los salmos), O. Palmer Robertson postula una progresión temática a lo largo de los cinco libros de los Salmos, delineando características y énfasis distintivos:
Libro 1: Oposición. Atribuidos predominantemente a David, estos salmos se consideran los más antiguos, caracterizados por un enfoque en la confianza en Dios, con Yahvé como nombre dominante.
Libro 2: Comunicación. A pesar de la continua oposición, este libro refleja un acercamiento incluso a los enemigos de Dios. El nombre predominante de Dios cambia a Elohim, especialmente cuando se toman prestadas secciones del Libro 1. Robertson sugiere que el Libro 2 puede tener su origen en el Reino del Norte.
Libro 3: Devastación: marcado por la conquista de Jerusalén, este libro mantiene la esperanza para Jacob y José, posiblemente simbolizando los reinos del Sur y del Norte. Las expresiones como «confiar en Dios» disminuyen.
Libro 4: Madurez: destaca por contener más de diez citas de los Libros de las Crónicas, lo que indica una progresión temporal más allá de los tres primeros libros.
Libro 5: Consumación: Robertson propone que los Salmos de Ascensión y los Salmos de Aleluya son composiciones posteriores al exilio babilónico, que representan la culminación de los temas y perspectivas.

## Origen e historia de los salmos
La dilucidación del origen o al menos del contexto litúrgico o no para el que fueron creados los salmos es un problema todavía no resuelto por las diversas escuelas exegéticas. Además se trata de composiciones que han variado su uso dentro de la misma comunidad judía dando origen a añadidos e incluso nuevos salmos que respondieran a las situaciones litúrgicas o sociales del pueblo que oraba con ellos.
Las opiniones entre los exégetas sobre este punto son ampliamente diversas aun cuando hasta el siglo XIX eran más uniformes. Los antiguos exegetas concordaban en fijar la fecha de creación de los salmos en el período tras la cautividad en Babilonia, incluso en el de los Macabeos. En época reciente los análisis de géneros y de influencias han diversificado las escuelas. Unos subrayan las diversas influencias que logran entresacar y con eso fijan las composiciones en tiempos posteriores incluso a la cautividad de Babilonia. Otros subrayan la relación entre el salmo y su uso cultural y por tanto, los datan en relación con las fiestas que se celebraban en el Templo. Finalmente algunos tras considerar las variantes y añadidos creen que el origen de muchos salmos sería tan antiguo que resultaría imposible encontrarlo.
Ante las diversas propuestas, Caselles afirma:

Muchos salmos son antiguos y vehiculan recuerdos de su origen que nada tienen de artificial. La mayoría de alusiones mitológicas de los salmos son auténticas y dan fe de su antigüedad. Lo que no quita que el procedimiento haya podido imitarse en época reciente, y que pueda hablarse, en ciertos casos, de falso arcaísmo, debido a un simple procedimiento literario.

### Autores de los salmos
En los títulos de 73 salmos en la versión hebrea dice “de David”, mientras que 12 salmos son "de Asaf", 11 "de los hijos de Coré", 2 "de Salomón", otros "de Moisés", Hemán y Etán y 35 están sin atribución alguna. La versión griega atribuye 82 salmos a David. Existe una tradición sobre el origen davídico del salterio, basada en menciones de diversos libros de la Biblia y en los títulos de los mismos salmos: 73 salmos de la versión hebrea dicen “de David” y algunos incluso añaden la ocasión en que fueron escritos. También en el Nuevo Testamento se da por supuesta la autoría davídica de algunos salmos. Por ejemplo Jesús cita el salmo 110, declarando que David fue el autor:

«¿Qué pensáis acerca del Cristo? ¿De quién es hijo?» Dícenle: «De David». Díceles: «Pues ¿cómo David, movido por el Espíritu, le llama Señor, cuando dice: “Dijo el Señor a mi Señor: Siéntate a mi diestra hasta que ponga a tus enemigos debajo de tus pies?” Si, pues, David le llama Señor, ¿cómo puede ser hijo suyo?»
Mateo 22:42-45

Sin embargo, está claro que no todos los salmos son obra de David, aun cuando la expresión psalterium davidicum haya sido empleada también por el Concilio de Trento. La crítica textual ha intentado descubrir las influencias dentro de los salmos para poder ofrecer algún dato, aunque sea mínimo, sobre sus posibles autores y mucho más del período dentro del desarrollo religioso en Israel. Aunque, tan solo leyendo los encabezados de cada salmo, se pueden encontrar varios autores aparte de David: Moisés, Asaf, Herman, los hijos de Core, Salomón, Etan y Jedutum y algunos de ellos sin determinar a los que se llaman Salmos Huérfanos. El salmo 79 (según la numeración de la versión hebrea) es un lamento por la destrucción de Jerusalén, escrito por lo tanto, al menos cuatro siglos después de David.
Luis Alonso Schökel da la siguiente muestra de atribuciones de autoría de tres salmos por parte de diferentes biblistas:

- Salmo 23.
Delitzsch: no hay razón para dudar que el autor es David.
De Wette: nada se opone, nada abona la autoría de David.
Ewald: el autor es de la época inmediatamente posterior a David y Salomón.
Baethgen: exílico, como muestra el tono y el verso 6.
Hitzig: por la composición, el lenguaje y la claridad, hay que datado en el siglo VII; podría ser de Jeremías.
Graetz: del tiempo de Manasés o Joaquín.

- Salmo 90.
Delitzsch: de Moisés; nada prueba que sea tardío.
De Wette: en su tenor actual no puede ser de Moisés.
Ewald: por contenido y estilo bien puede ser mosaico, cierto anterior a David, sea de Moisés o de Samuel.
Rosenmuller: probablemente de la época de Antíoco (siglo II).
Hitzig: muy tardío.
Hoberg: nada se opone a la atribución mosaica del título.
Koster, Graetz y Olshausen: postexílico.

- Salmo 127.
Hengstenberg: la atribución a Salomón del título se confirma por el contenido.
De Wette: que Salomón sea el autor no es impensable, aunque el título reposa en un error.
Olshausen: postexílico, de la época de Simón.
Graetz: de Nehemías.

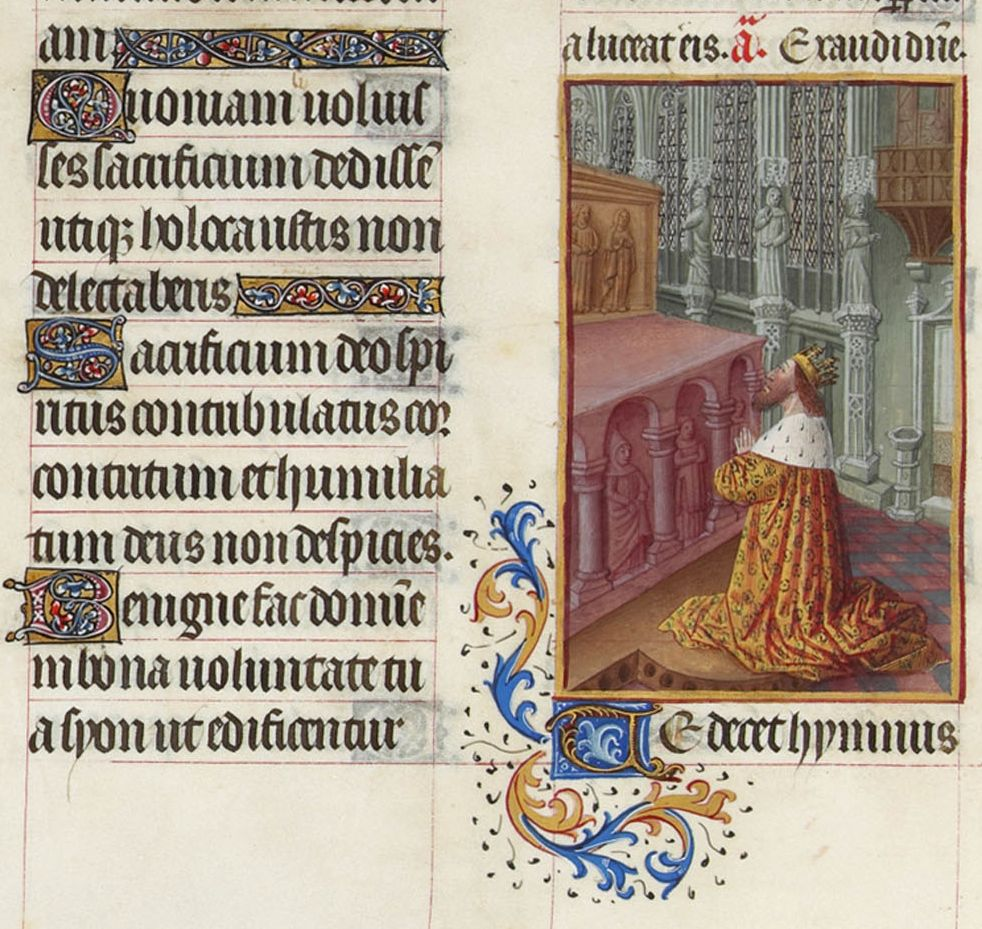
El salmo 54 (Musée Condé, Chantilly).

De ahí el comentario del propio Alonso Schökel: «Cada autor hace la atribución basándose en su concepción global, que es en buena parte conjetura. La mayoría de los comentaristas actuales han tomado la prudente decisión de no discutir el problema del autor del salterio o de salmos individuales».

## Mensaje
Dada la gran diversidad de géneros literarios y de perspectivas teológicas o exegéticas resulta difícil hacer una descripción de la doctrina contenida en los salmos. Se ha de discurrir por una vía intermedia entre quien considera el salterio como un todo y quiere extraer de allí enseñanzas y quien busca sencillamente ver la evolución de la experiencia religiosa que los salmos muestran.
Algunos salmos son o eran usados para peregrinaciones y otras actividades litúrgicas. Los sacrificios y holocaustos se animaban con salmos de acción de gracias. Sin embargo, algunos salmos quedan fuera del aspecto netamente litúrgico y manifiestan más la espiritualidad o experiencia espiritual del autor. Incluso movimientos como los anawim (pobres de Yahveh) quedan expresados en salmos como el salmo 34 o el salmo 37.

### Algunos temas doctrinales
Dios es el principal interlocutor de todos los salmos, en especial de los himnos. Es un Dios grande, omnipotente y trascendente pero también se le aplican verbos de acciones humanas, sobre todo en los salmos de súplica o de acción de gracias. Se afirma sólida y repetidamente el monoteísmo pero no como algo doctrinal sino subrayando su grandeza, su superioridad sobre los ídolos. Hablan del poder de Dios en la creación y en la historia.
En relación con el hombre, Dios es quien hace justicia y libra a los oprimidos o los que sufren injusticia. La idea de la paternidad divina casi no aparece en los salmos de manera textual pero sí su fidelidad y su amor eternos (cf. salmo 136).

Se subraya continuamente la necesidad de una confianza absoluta en la acción de Dios. Muestran la certeza de que todo lo que se pida será concedido e invitan a Yahveh a actuar sin demora. En los salmos de acción de gracias se manifiesta esa confianza realizada, sea en aspectos como la cosecha abundante sea también por el triunfo sobre la enfermedad o los enemigos.

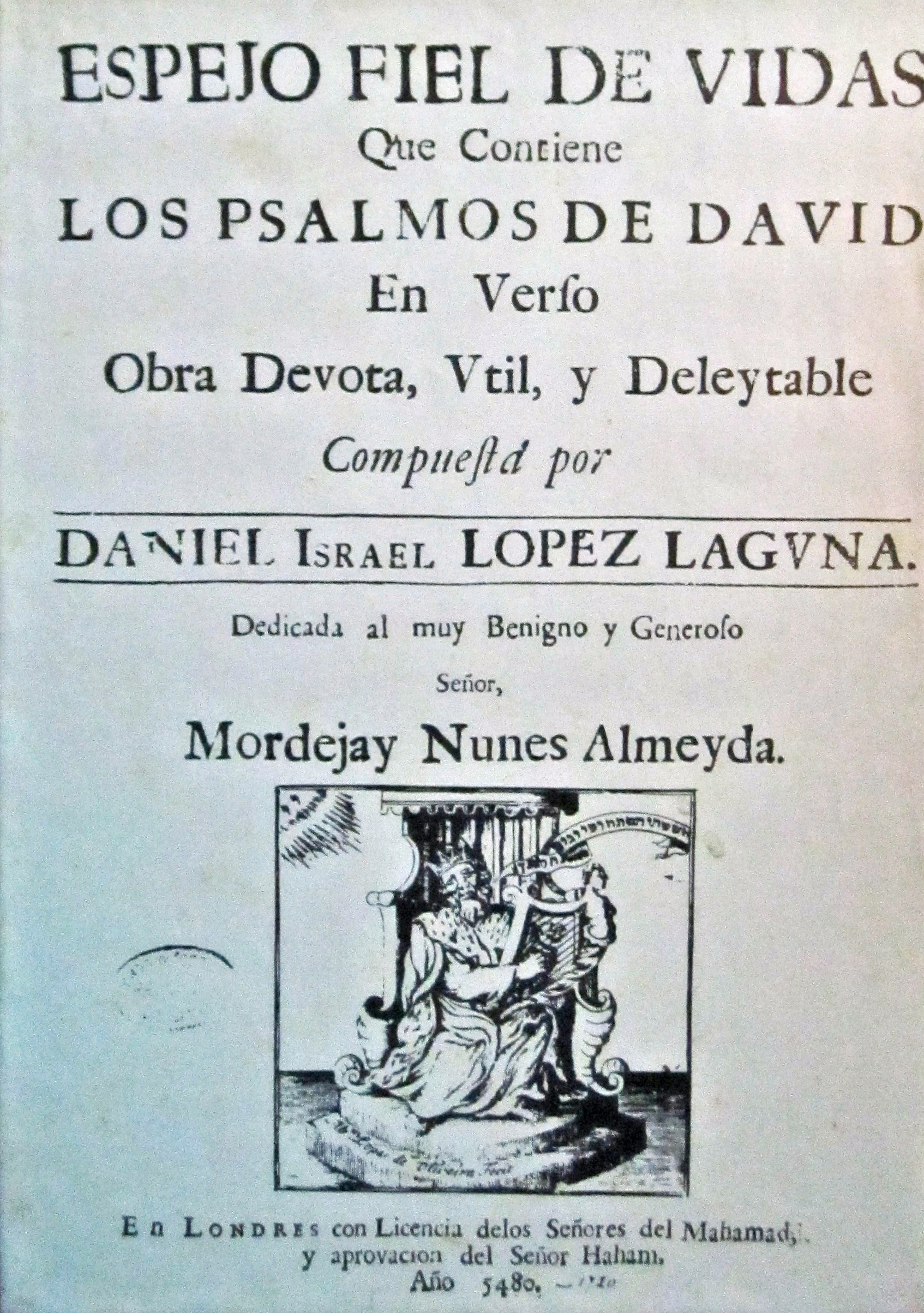
Daniel Israel López Laguna, Espejo Fiel de Vidas Que Contiene los Psalmos de David en Verso, Londres, 1710 (Beit Hatfutsot).

Los salmos de peregrinación o de procesión, como ya se ha mencionado ofrecen información útil sobre la liturgia pero también muestran otro de los temas recurrentes en la piedad de Israel: la devoción por el Templo y la presencia de Yahveh en él.
Las diversas actitudes del creyente ante la divinidad son otro tema recurrente en los salmos. Fidelidad, optar por el camino de Dios, vivir en Él, veneración de la palabra del Señor y de la ley, pobreza, humildad.
Ante las situaciones de injusticia manifiesta y todavía más ante aquellas que se prolongan en el tiempo, los salmistas suelen recordar que se trata de una victoria aparente pues la dicha del malvado y la permanencia de esas situaciones inicuas serán temporales. Sin embargo, también instan con fuerza a Dios a actuar con prontitud o dirigen su mirada a la retribución que los justos recibirán de Yahveh por todas estas penalidades. Con todo, para algunos no parece haber una base de fe en la vida eterna o en una recompensa tras la muerte en los salmos, sin embargo, hay porciones de los salmos que mencionan el tema de la vida después de la muerte (cf. Salmo XLVIII, 14). Hay también expresiones de franco querer el mal para los enemigos:

Despierta para castigar a todas las gentes, no tengas piedad de los que obran pérfidamente. [...] No los mates, para que mi pueblo no olvide; hazlos andar vagabundos por tu poder y abátelos, ¡oh, Señor, escudo nuestro! [...] Acábalos en tu furor, acábalos y dejen de ser, y sepan que hay un Dios que domina en Jacob
Sal 59, 6.12.14

## Cultura popular
Los salmos han sido continuamente utilizados en la música clásica, destacando autores como Charpentier, Delalande, Haydn, Händel, Bach, Beethoven, Stravinski o Bernstein, entre otros. Entre las principales obras salmódicas destacan La creación, oratorio de Joseph Haydn; El Mesías de Haendel, oratorio basado en los salmos; o Sinfonía de los Salmos (1930) obra de Stravinski compuesta para coro y orquesta. El Salmo 51, popularmente conocido como "Miserere", va a alcanzar una relevante recepción por ser el más conocido de los salmos penitenciales, siendo utilizado por autores clásicos como Palestrina, Di Lasso o Allegri. Otro salmo extensamente versionado por los autores clásicos es el Salmo 130, el cual se conoce como "De Profundis" por sus primeras palabras en latín, también dentro de los penitenciales.
Dentro de la música actual, también han tenido un amplio uso. El Salmo 42 (versículo 7) da título al álbum "Deep Calleth Upon deep" (2017) de la banda de black metal Satyricon. El Salmo 91, conocido como "la oración del soldado", aparece en numerosos temas musicales: la canción "My Sisters and Brothers" de Jerry Garcia Band, perteneciente al álbum "Don't Let Go" (1976), cita los versículos 5-6; el álbum The Lion and the Cobra" (1987) de Sinéad O'Connor lleva su nombre y su canción "Never Get Old" cita los versículos 11-13; la canción "Salmo-91" del álbum "Dark Ages" (2005) de la banda metal Soufly recita el salmo completo en portugués; Madonna hizo referencia al salmo en "Virgen María (Introducción)" en su gira The MDNA Tour del año 2012. El Salmo 117, conocido como "Laudate Dominum" por su inicio en latín, fue incluido íntegramente como un tema por el grupo de power metal Helloween en su álbum "Better Than Raw" (1998). La canción rastafari "Rivers of Babylon", grabada por The Melodians en 1970 y popularizada por el grupo disco Boney M. en 1978, se basa principalmente en el Salmo 137, el cual rememora la primera destrucción de Sion (Jerusalén) por el babilonio Nabucodonosor II en 586 a. C.; pero también incluye un fragmento del Salmo 19 (versículo 15) como inicio de uno de sus estribillos.
En la literatura, algunas de las imágenes del Salmo 7 aparecen en el sermón de "Pecadores en las manos de un Dios airado", obra de Jonathan Edwards. La pregunta "¿Qué es el hombre?" del Salmo 8 inspiró la cita "¡Qué gran obra es el hombre!" del Hamlet de William Shakespeare. En concreto, se inspiró en una paráfrasis de Henry Howard, conde de Surrey, mientras esperaba su ejecución en la Torre de Londres entre 1546 y 1547. La pregunta también titula el ensayo "¿Qué es el hombre?" de Mark Twain y el cuento "Para que te acuerdes de él" de Isaac Asimov.
En el cine, el famoso Salmo 23, conocido como "el himno del pastor", ha aparecido en diversas series como la famosa serie "Lost" (204-2010) o en varias películas como "El libro de Eli" (2010).
En 1844, los primeros mensajes enviados por telégrafo fueron versículos del Salmo 66. El inventor Samuel Morse envió un mensaje a su asistente Albert Vail, que estaba en Baltimore: "Ven y ve lo que Dios ha hecho" (Salmo 66:5). A lo que este le contestó: "Ven y mira lo que Dios ha hecho por ti" (Salmo 66:16). El Salmo 91, conocido como "la oración del soldado", es grabado en los pañuelos de camuflaje que utilizan las tropas del ejército estadounidense, siendo utilizado por ello con fines protectores. El Salmo 133 se lee en los rituales de iniciación de la francmasonería.

### Traducciones
- Traducciones judías
  - Tehillim—Psalms (Judaica Press) translation [with Rashi's commentary] at Chabad.org
- Traducciones cristianas
  - Book of Psalms—NIV
  - Revised Grail Psalms (see: Grail Psalms)

### Comentarios y otros
- Online encyclopedia
  - "Psalms." Encyclopædia Britannica Online.
- Jewish
  - reading of Tehillim—Psalms and many explanation.
  - Psalms (Judaica Press) translation [with Rashi's commentary] at Chabad.org
  - Penetrating beneath the surface level of the Tehillim—Psalms
  - Reading of Tehillim—Psalms in ancient tunes and explanation. Also a free series that teaches how to read the cantillation notes of Psalms
- Christian
  - Augustine of Hippo (1888). Homelies on Psalms.
  - Spurgeon, Charles H. (1885). The Treasury of David.
  - Commentary on the Psalms by Gordon Churchyard, at www.easyenglish.bible
  - Introduction to the Psalms by Wilbert R. Gawrisch
  - Introduction to the Psalms a Forward Movement publication
  - Fordham, David, ed. (October 1986), The Book of Psalms: In the Authorized Version (illuminated edición), ISBN 978-0-8050-0046-7..

- Datos: Q41064
- Multimedia: Psalms / Q41064
- Textos: Libro de los Salmos